# Чако (провинција)
Чако (шп. Chaco) је провинција смештена на северу Аргентине. Према северу се граничи са провинцијом Формоса, према западу са провинцијама Салта и Сантијаго дел Естеро, према југу са провинцијом Санта Фе, према истоку са провинцијом Коријентес и Парагвајем.